# Eureka Pass
Eureka Pass är ett bergspass i Kanada.   Det ligger i territoriet Nunavut, i den norra delen av landet, 3 800 km norr om huvudstaden Ottawa. Eureka Pass ligger 915 meter över havet.
Terrängen runt Eureka Pass är kuperad. Trakten runt Eureka Pass är nära nog obefolkad, med mindre än två invånare per kvadratkilometer.. Det finns inga samhällen i närheten. 
Trakten runt Eureka Pass är permanent täckt av is och snö.